# Befjädrade dinosaurier

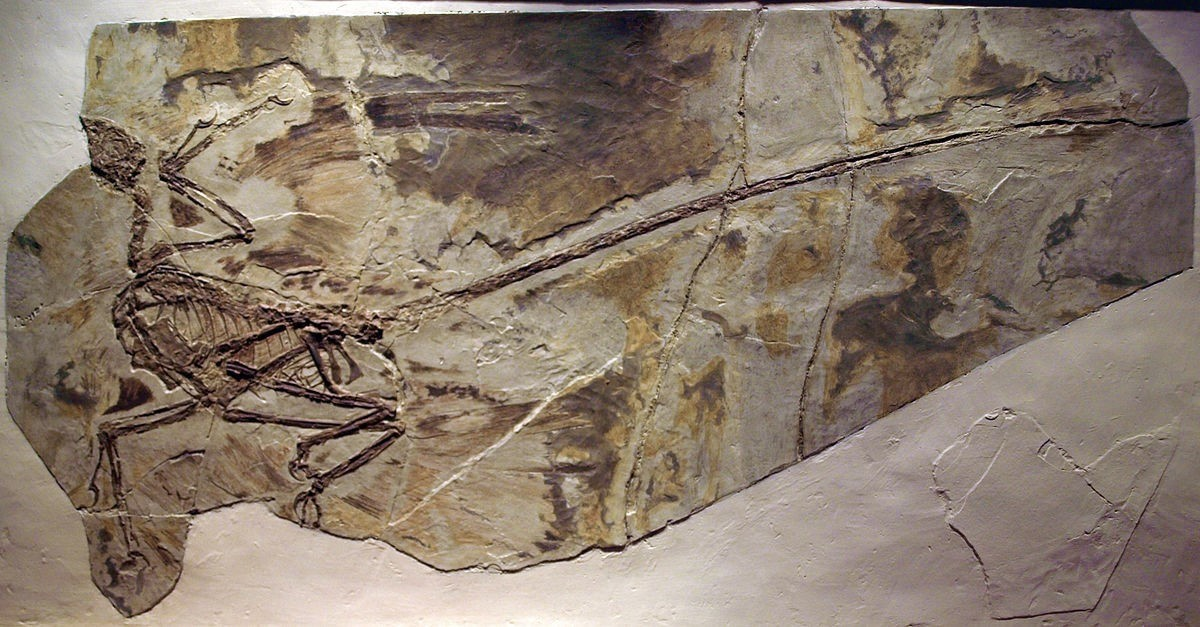
Avgjutning av typexemplaret av Microraptor gui, som finns på Paleozoologiska museet i Kina. Microraptor var ett av de första fossil av en så kallad icke-fågel-dinosaurie man funnit med avtryck av fjädrar och vingar.

Befjädrade dinosaurier är de dinosaurier som uppvisar olika grad av fjäderstrukturer vilket inkluderar en rad olika arter samt fåglarna själva. Det var länge känt att befjädrade "urfåglar" som exempelvis Archaeopteryx hade ett antal reptilliknande drag som klor på "fingrarna" och tänder, och under en längre tid lades det fram hypoteser om att fåglar utvecklats från dinosaurier, men utan att man kunnat lägga fram fler fossila bevis. Upptäckter under senare delen av 1990-talet av fossil från befjädrade dinosaurier har gett flera bevis för kopplingen mellan fåglar och dinosaurier. Idag känner man till över tjugo släkten av dinosaurier, främst theropoder, som återfunnits med fossila fjädrar. Merparten av dessa fynd är gjorda i Yixianformationen i Kina. Fjädrarna ifrån ett alvarezsaurien, Shuvuuia deserti, har visat sig innehålla beta-keratin, vilket är det protein som fågelfjädrar främst består av. Idag är i stort sett alla forskare övertygade att fåglar inte bara utvecklats från utan även är dinosaurier.

## Tidiga hypoteser
Strax efter att Charles Darwin 1859 hade publicerat sin Om arternas uppkomst, lade den brittiske biologen och evolutionsförespråkaren Thomas Henry Huxley fram en hypotes att dinosaurier skulle kunna vara fåglarnas ursprung. Han grundade detta på likheter i skelett mellan fossil från ödlehöftade dinosaurier, och då speciellt "den första fågeln" Archaeopteryx, och dagens fåglar. 1868 publicerade han On the Animals which are Most Nearly Intermediate between Birds and Reptiles, där han lade fram sin teori. Den ledande experten på dinosaurier vid denna tiden, Richard Owen, motsatte sig denna teori och menade att Archaeopteryx istället var den första fågeln och att den inte tillhörde samma klad som dinosaurier. Under följande århundrade var påståenden och hypoteser kring fåglars koppling till dinosaurier få och istället lades det fram andra hypoteser, som exempelvis att fåglar skulle härstamma från den i dagsläget föråldrade idag oanvända kladen thecodontia.
Men så år 1964 fann John Ostrom fossil från en dinosaurie som han kom att kalla Deinonychus. Denna theropod tycktes ha omisskännliga likheter i sitt skelett med moderna fåglar. Sedan denna upptäckt har Ostrom varit en framträdande förespråkare för den i dagsläget enormt accepterade teorin att fåglar härstammar från dinosaurier. Fortsatta jämförande studier av skelett av fåglar och dinosaurier tillsammans med kladistisk analys stärkte teorin, speciellt för en klad av theropoder som kallas maniraptorer. Över hundra distinkta anatomiska likheter mellan fåglar och theropoder kunde påvisas. Av likheter i skelett kan nämnas nacken, blygdbenet, handleden, armen, skulderbladen, nyckelbenet och bröstbenet. 
Kring 1990-talet ansåg de flesta paleontologer att fåglar (Aves) var överlevande dinosaurier och refererade till dem som "fågeldinosaurier" ("avian dinosaurs") till skillnad från de andra dinosaurierna som kallades för "icke-fågeldinosaurier" ("non-avian dinosaurs"). 

## Fossila bevis

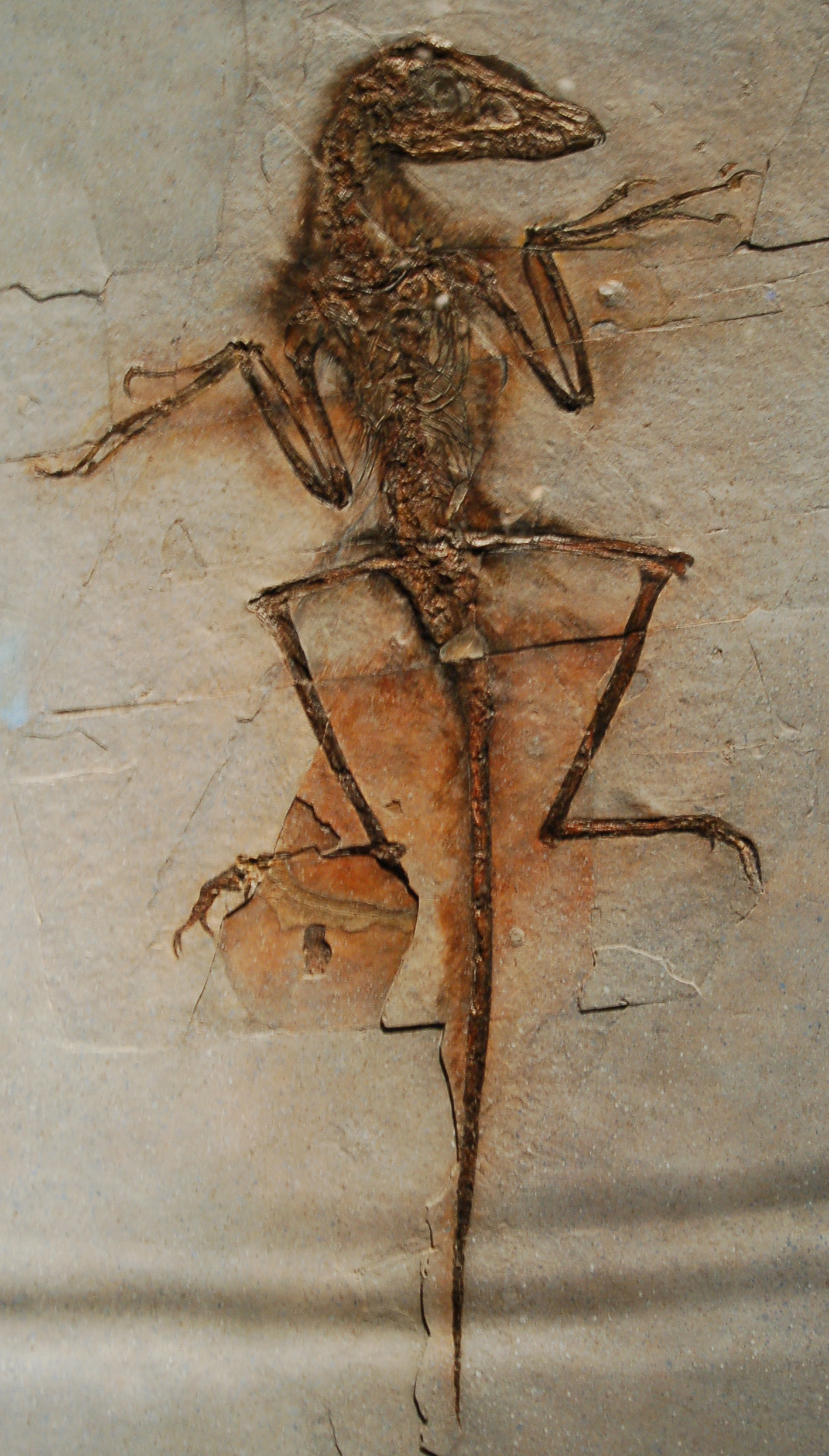
Fotografi av NGMC 91, eller "Dave", som är en avgjutning av ett fossil som troligen är en Sinornithosaurus, en befjädrad dinosaurie, American Museum of Natural History i New York.

Efter ett århundrade av hypoteser utan mer än några få bevis hittades många välbevarade fossil av befjädrade dinosaurier under 1990- och 2000-talen. Fossilen var bevarade i en del av en lagerföljd som innehöll förvånansvärt många och väl bevarade fynd i provinsen Liaoning i nordöstra Kina. Området hade upprepade gånger täckts av vulkanisk aska från utbrott i Inre Mongoliet, för 124 miljoner år sedan, under den geologiska epoken äldre krita. De begravda organiska materialet blev på grund av askans finkornighet mycket väl bevarat och även de finaste detaljer går att urskilja. I området har man funnit enormt mycket fossil från exempelvis miljoner av löv, de äldsta kända gömfröväxterna, insekter, fiskar, grodor, salamandrar, däggdjur, sköldpaddor, ödlor och krokodiler. 
För dinosaurieforskare har de viktigaste upptäckterna i Liaoning har varit en mängd fossil av befjädrade dinosaurier. En stadig ström av nya fynd fyller ständigt på och förbättrar kunskapen om kopplingen mellan dinosaurier och fåglar och utvecklingen av fjädrar och fåglarnas flygförmåga. Norell et al. (2007) beskriver ett antal förhöjningar ifrån ett underarmsben (ulna) ifrån en Velociraptor mongoliensis. Dessa förhöjningar är fästpunkter för vingpennor och har ett tydligt samband med stora och välutvecklade armpennor. Det finns även ekologiska bevis i form av oviraptoider som ruvar sina ägg, ett beteende mycket likt det som kan ses i många fåglar.

## Rådande kunskapsläge

### Lista på dinosaurietaxa som återfunnits i fossil form med bevarade fjädrar
Ett antal befjädrade icke-fågeldinosaurier är kända. Bevis för befjädring finns hos följande taxa (listade efter publiceringsdatum):
1. Sinosauropteryx (1996)
2. Protarchaeopteryx (1997)
3. Shuvuuia (1998)
4. Caudipteryx (1998)
5. Sinornithosaurus (1999)
6. Beipiaosaurus (1999)
7. Microraptor (2000)
8. Scansoriopteryx (2002)
9. Yixianosaurus (2003)
10. Dilong (2004)
11. Pedopenna (2005)
12. Jinfengopteryx (2005)
13. Juravenator (2006)
14. Sinocalliopteryx (2007)
15. Velociraptor (2007: fästpunkter för fjädrar)
16. Epidexipteryx (2008)
17. Similicaudipteryx (2008)
18. Anchiornis (2009)
19. Tianyulong (2009)
20. Xiaotingia (2011)
21. Yutyrannus (2012)
22. Sciurumimus (2012)
23. Ornithomimus (2012)
24. Ningyuansaurus (2012)
25. Eosinopteryx (2013)
26. Jianchangosaurus(2013)
27. Aurornis (2013)
28. Changyuraptor yangi (2014)
29. Kulindadromeus (2014)
30. Citipati (2014)
31. Conchoraptor (2014)
32. Deinocheirus (2014)
33. Yi (2015)
34. Zhenyuanlong (2015)
35. Dakotaraptor (2015: fästpunkter för fjädrar)
36. Apatoraptor (2016: fästpunkter för fjädrar)

Det är inte bara coelurosauriska theropoder (den grupp dit fåglar räknas) som hittats med bevarade fjädrar. Även heterodontosaurien Tianyulong, den primitiva ornitischien Kulindadromeus och möjligen ceratopsien Psittacosaurus har hittats med bevarade fjädrar eller homologa strukturer. Detta tyder på att inte bara theropoder var fjäderbeklädda, utan att liknande strukturer (om inte identiska) fanns utspritt genom hela Dinosauria.

### Primitiva fjädertyper
Till dags datum är den äldsta kända befjädrade theropoden Sinosauropteryx (Jura/Krita, 150–120 miljoner år sedan), vars kropp var täckt av fjäderliknande strukturer som påminner om ihåliga rör eller hår. Dessa strukturer kan ha haft eller saknat fanstrålar, likt dun. En annan tidig fossil, Dilong paradoxus (äldre krita), som var en förfader till Tyrannosaurus, hade också liknade fjäderstrukturer. Dessa tidiga fossil antyder att fjädrar ursprungligen utvecklades som isolering för att hålla kroppstemperaturen. Flygförmågan skulle i så fall vara en sekundär effekt och en evolutionär anpassning (eller exaptation) av att dessa djur utvecklade fjädrar.
De äldsta dinosaurier som man känner till som hade konturfjädrar, var Protarchaeopteryx och Caudipteryx (135–121 miljoner år sedan). Men man tror att dessa fjädrar snarare användes för visuell markering och uppvisning än för flygning.

## Taxonomi och slutsatser kring andra dinosauriers möjliga befjädring
Fossila fynd från befjädrade dinosaurier tillsammans med kladistiska analyser tyder på att många typer av theropoder kan ha varit befjädrade, även de som inte har övriga likheter med fåglar. Speciellt de mindre theropoderna kan alla ha varit fjäderklädda och troligen även de större, som exempelvis Tyrannosaurus rex. Det finns inga bevis som tyder på att någon theropod inom coelurosauria saknade fjädrar och alla inom den gruppen hade de troligen. Även andra grenar av theropoder och dinosaurier verkar ha haft fjädrar eller liknande strukturer i och med upptäckten av fossil av släkten såsom Kulindadromeus och Tianyulong.
Fossila avtryck av fjädrar är extremt sällsynta och därför har man bara kunnat identifiera ett litet antal befjädrade dinosaurier. Dock kan man genom en process som kallas fylogenetisk systematik dra slutsatser huruvida befjädring kan ha förekommit även på fossila exemplar som är dåligt bevarade. Premisserna man grundar dessa slutsatser på är att alla befjädrade fossil har haft vissa gemensamma anatomiska likheter och att fjäderstrukturen bara kan ha utvecklats ur en och samma struktur hos dinosaurier. Av detta kan man sluta sig till att den genetiska betingelsen att utveckla fjädrar måste ha förts vidare till senare utvecklade dinosaurier, medan andra kan ha förlorat förmågan att utveckla fjäderstrukturer. Om en dinosaurie befinner sig i ett kladogram inom en fjäderklädd klad så kan man dra slutsatsen att även den dinosaurien måste haft fjädrar så länge man inte finner motbevis. Denna teknik används också för att urskilja vilken sorts fjäderstruktur som dinosaurien måste ha haft eftersom fjäderns utvecklingshistoria idag är ganska välkänd.
Kladogrammet nedan visar på släktskapet mellan olika grupper av befjädrade coelurosaurier och huruvida man funnit fossila bevis eller om anser att dinosaurien är fjäderklädd på grund av slutsatser dragna genom fylogenetisk systematik.
```
Coelurosauria
  ├─
Tugulusaurus
 (okänd befjädring)
  │
  └───Tyrannosauroidea (primitiva fjädrar)
    │    ├──?
Dilong paradoxus
 (fossila fjäderavtryck)

    │    └───
Tyrannosaurus
 (
fossila fjällavtryck
, hade mycket troligen fjädrar)
    │
    ├─Compsognathidae (primitiva fjädrar med två fjäderskaft)
    │                ├─
Sinosauropteryx
 (fossila fjäderavtryck)

    │                ├─
Juravenator
 (fossila fjällavtryck)
    │                └─
Compsognathus
 (kan ha haft fjädrar)
    │
    └─Maniraptoriformes
         ├─Ornithomimosauria (
fossila fjäderavtryck
 av både 
Deinocheirus
 och 
Ornithomimus
)
         ├─Alvarezsauridae (fjäder med en central 
spole
)
         │            └───
Shuvuuia
 (bevarad tredimensionell fossil fjäder)

         │
         └───Maniraptora (vingpennor och dunliknande konturfjädrar)
              ├─
Yixianosaurus
 (fossila fjäderavtryck)

              │
              ├─Oviraptoriformes (fjäderdräktsliknande fjädrar med fan)
              │    ├─
Protarchaeopteryx
 (fossila fjäderavtryck)

              │    │
              │    ├─Oviraptorosauria
              │    │     ├─
Caudipteryx
 (fossila fjäderavtryck)

              │    │     └───Oviraptoridae (mycket troligen befjädrad, skelettet anpassat för fjädrar)
              │    │
              │    └─Therizinosauria
              │            └─
Beipiaosaurus
 (fossila fjäderavtryck)

              │
              └───Paraves (vingpennor och dunliknande konturfjädrar)
                    ├─
Pedopenna
 (fossila fjäderavtryck)

                    │
                    ├─Deinonychosauria (symmetriska vingpennor)
                    │          ├─Troodontidae
                    │          │      └─
Jinfengopteryx
 (fossila fjäderavtryck)

                    │          │
                    │          └─Dromaeosauridae
                    │               ├─
Rahonavis
 (skelettet anpassat för fjädrar och flygning)
                    │               ├─
Cryptovolans
 (fossila fjäderavtryck)

                    │               ├─
Microraptor
 (fossila fjäderavtryck)

                    │               ├─
Sinornithosaurus
 (fossila fjäderavtryck)

                    │               └───
Velociraptor
 (mycket troligen befjädrad, skelettet anpassat för fjädrar)
                    │
                    ├─
Epidendrosaurus
 (fossila fjäderavtryck)

                    │
                    └───
Aves
 (asymmetriska vingpennor)
```